# Simobaculites
Simobaculites es un género de foraminífero bentónico de la subfamilia Ammomarginulininae, de la familia Lituolidae, de la superfamilia Lituoloidea, del suborden Lituolina y del orden Lituolida. Su especie tipo es Ammobaculites cuyleri. Su rango cronoestratigráfico abarca desde el Pennsylvaniense superior (Carbonífero superior) hasta el Mioceno inferior.

## Discusión
Clasificaciones previas incluían Simobaculites en el suborden Textulariina del orden Textulariida, o en el orden Lituolida sin diferenciar el suborden Lituolina.

## Clasificación
Simobaculites incluye a la siguiente especie:
- Simobaculites cuyleri †